# Miramont-de-Guyenne
Miramont-de-Guyenne är en kommun i departementet Lot-et-Garonne i regionen Nouvelle-Aquitaine i sydvästra Frankrike. Kommunen ligger i kantonen Lauzun som tillhör arrondissementet Marmande. År 2022 hade Miramont-de-Guyenne 3 082 invånare.

## Befolkningsutveckling
Antalet invånare i kommunen Miramont-de-Guyenne
| Referens: INSEE |